# Kinmont Beck
Der Kinmont Beck (von englisch beck) ist ein Wasserlauf im Lake District, Cumbria, England.
Der Kinmont Beck entsteht nördlich des Stoneside Hill und fließt zunächst in westlicher Richtung. Nördlich von Bootle wendet er sich nach Süden. Er vereinigt sich am südlichen Rand von Bootle mit dem Crookley Beck zum River Annas.